# Antoine Wiertz
Antoine Wiertz, né à Dinant le 22 février 1806 et mort le 18 juin 1865 dans son atelier de la rue Vautier à Bruxelles, est un peintre, sculpteur et lithographe belge. Artiste marginal et hors norme, il fut surnommé « le philosophe au pinceau ».

## Biographie

### Jeunesse et débuts
Artiste précoce, le jeune Antoine, âgé d’à peine dix ans, passait son temps libre à sculpter des grenouilles en bois dans la boutique de son père, tailleur d’habits à Dinant. Ses aptitudes pour les arts plastiques seront mises en forme auprès de Guillaume Herreyns et Mathieu-Ignace Van Brée à l'académie de peinture d'Anvers, où il est admis en 1820 grâce à une bourse d’études du roi Guillaume Ier des Pays-Bas. Le retour des œuvres de Pierre-Paul Rubens dans sa ville natale impressionne d’autant plus le jeune artiste qu’il se revendique haut et fort de l’esthétique baroque flamande.
Comme nombre de ses contemporains, son séjour en Italie – à la suite d’un prix de Rome obtenu en 1832 – lui bourre la tête de sujets mythologiques ou antiques. Il ramène dans ses bagages une gigantesque toile applaudie à Anvers mais dédaignée au Salon de Paris de 1839, Les Grecs et les Troyens se disputant le corps de Patrocle, où par ailleurs il est admis à présenter cinq autres toiles. Wiertz en gardera une rancœur tenace à l’égard de la France, lui qui prétend « peindre des tableaux pour la gloire et des portraits pour la soupe ». En guise de pied de nez à ses détracteurs, il parvient à faire refuser une toile de Rubens maquillée sous sa signature par le jury du Salon de Paris, ainsi mystifié.
En 1842, alors établi à Liège, quai Sauvenière, il dessine sur pierre lithographique une copie de son tableau exécuté à Rome, Les Grecs et les Troyens se disputant le corps de Patrocle. Cette lithographie est tirée par l'imprimeur bruxellois Pierre Degobert.
Antoine Wiertz, en raison du caractère audacieux de ses œuvres, est refusé au Salon d'Anvers en 1843, et expose l'année suivante au Salon de Gand la statuette en plâtre d'une Baigneuse qu'il dédie ironiquement à l'innocente [sic] commission d'Anvers. Il expose également Un rideau d'alcôve entr'ouvert. Ces deux œuvres ne sont visibles que dans son cabinet secret et ne reçoivent la visite que d'amateurs robustement constitués [sic].
Après la mort de sa mère, modeste journalière mosane, il s’installe définitivement à Bruxelles, d’abord dans le vaste hangar d’une usine désaffectée de la rue des Renards où il peint Le Triomphe du Christ, La Belle Rosine, L’Enfant brûlé et La fuite d’Égypte que l’on retrouvera bientôt dans le chœur de l’église Saint-Joseph au quartier Léopold. Ses expositions remportent un franc succès mais il n’y vend rien, et pour cause. Estimant que ses œuvres n’ont pas de prix – « de pareilles œuvres se payent en millions ou ne se vendent pas… on meurt de faim, au besoin, à côté d’elles » écrit-il dans sa correspondance - Wiertz manie la dérision jusqu’à organiser une tombola dont le prix, remporté par un épicier du quartier, n’est autre que le fameux Patrocle. Sous le prétexte qu'elles n'étaient jamais finies, Wiertz refusait souvent de vendre ses œuvres.

### Un atelier en échange de ses tableaux
Sa réputation aidant, il propose au ministre de l’Intérieur, Charles Rogier, de léguer son œuvre à l’État belge en échange du financement de la construction d’un atelier, assez vaste, commode et lumineux pour accueillir ses œuvres souvent de très grand format. À sa mort, il serait reconverti en musée ou en refuge artistique. Pour ce faire, il a trouvé un terrain sur un remblai du chemin de fer du Luxembourg en plein chantier. Isolé et peu coûteux, il est à un jet de pierre d’un nouveau quartier, promis à un bel avenir. Antoine veut y édifier un temple humanitaire « dédié à la religion de l’avenir dont la Bible devait être la croyance au Progrès ». Prenant pour modèle un temple de Neptune qui l’a ébloui à Paestum, il en dresse les plans. Les façades de son vaste cube – 35 x 15 x 15 m – recouvert d’une verrière sont enserrées de colonnes grecques et curetées de niches à fresques destinées à vanter son œuvre. Clin d’œil du Destin, seul Le Démon de l’orgueil y sera peint. En fidèle gardien des deniers de l’État, les ministres lui allouent le budget au compte-gouttes au fur et à mesure de l’élévation de l’édifice en échange de tableaux toujours plus nombreux. Le Combat d’Homère, La Chute des anges, Le Triomphe du Christ et Le Phare du Golgotha tombent ainsi dans l'escarcelle de l'État.

### Le peintre humaniste
Installé dans son ermitage, Wiertz s’inscrit désormais dans les combats philosophiques de son temps. Il prend la défense des petites gens contre la guerre (en témoignent ces toiles intitulées Napoléon aux enfers, De la chair à canon, Le Dernier Canon, La Paix), milite pour la démocratie et l’abolition de la peine de mort (La Vision d’une tête coupée). Soucieux de pédagogie, il rêve d’accrocher ses toiles pacifistes dans les gares, les hôtels de ville ou les palais de justice. Pour supprimer les reflets des tableaux exposés dans de telles conditions, il travaille sur une peinture mate, à base de térébenthine. Ses expériences n’aboutissent qu’à lui empoisonner le sang.
La sculpture Le Triomphe de la lumière, étudiée pour dominer le rocher de Dinant, est si proche de la statue de la Liberté, de Frédéric-Auguste Bartholdi, exécutée plus tard (New York, 1886), que certains parlent de plagiat de la part de ce dernier, même si aucune étude n'a été effectuée pour le prouver.
Pour vivre au quotidien, Wiertz se contentait de monnayer des portraits réalisés sur commande. Comme il l'écrivait à un de ses amis en 1839 : « Peindre des tableaux pour la gloire, des portraits en buste pour la soupe, telle sera l'occupation invariable de ma vie ». On ne sait toutefois pas précisément combien il réalisa de portraits de famille durant sa carrière. Une cinquantaine de portraits ont été recensés à ce jour par l'Institut royal du Patrimoine artistique.

## L'atelier-musée de la rue Wiertz
« Cet atelier est comme un cerveau, avec ses pensées visibles, le grand mêlé au trivial, et çà et là, parmi la clarté, des trous d’ombre, des hantises hideuses, un effrayant cauchemar. De la cervelle humaine coule le long des murs, bouillonnante de vie et de pensée, et ailleurs semble figée sous un coup de folie. Le peintre, on le voit, est de la race des grands faiseurs de songes. »

— Camille Lemonnier, critique d'art belge (1844 - 1913)[réf. souhaitée]

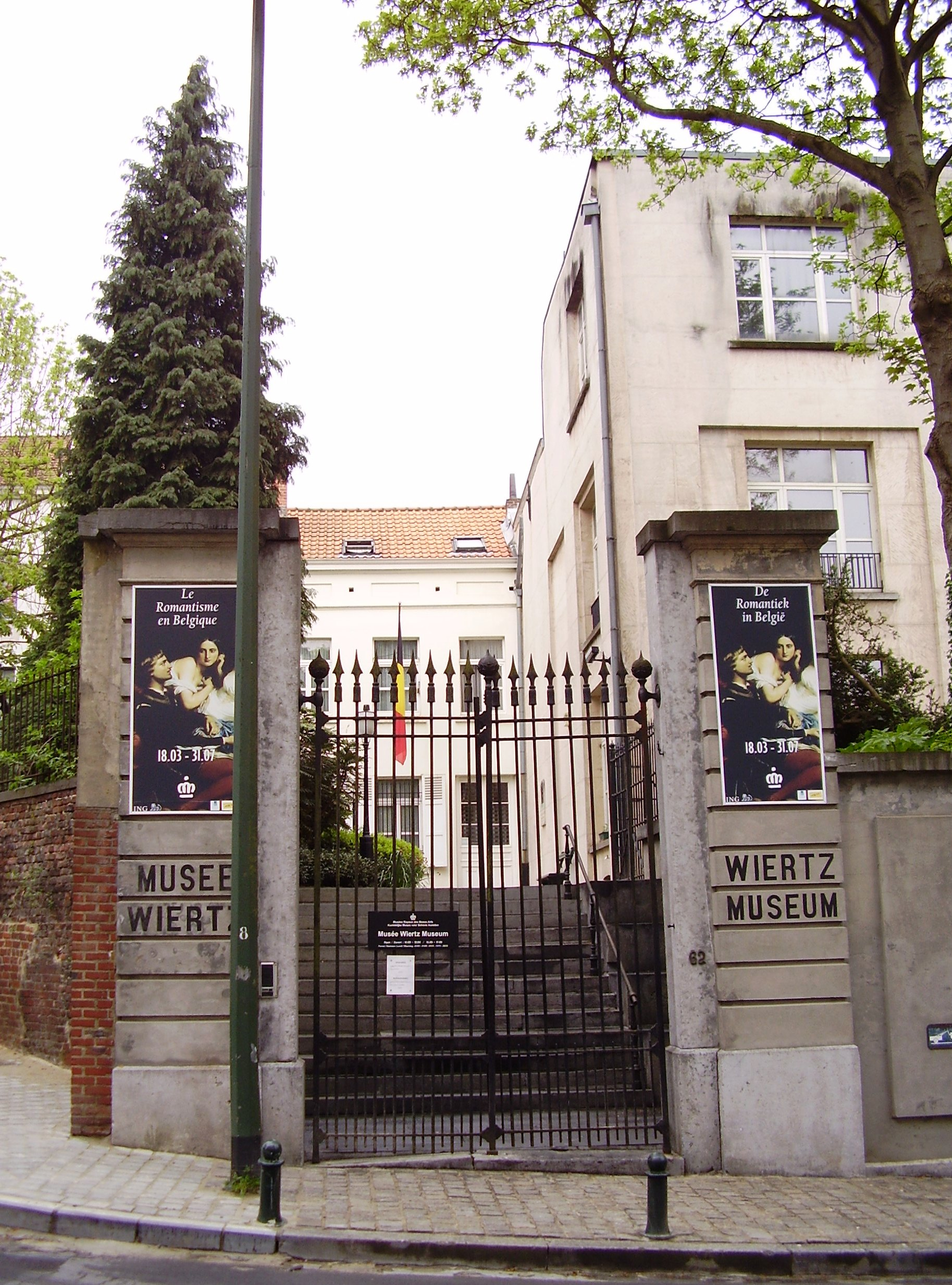
L'atelier du peintre converti en musée.

Peintre rebelle, maniaque fantasque, exalté et idéaliste intransigeant, la réputation d’Antoine Wiertz est à la démesure de son atelier-musée, situé au no 65 de la rue Vautier à Bruxelles. Les toiles accrochées à ses cimaises impressionnent autant par leur taille que par leur réalisme terrifiant, dans la plus pure tradition de la peinture expressive et monumentale. Converti en musée après sa mort, l’atelier agit comme un aimant sur les curieux mais aussi sur les peintres qui s’installent volontiers dans le Quartier Léopold. Longtemps, sa proximité se révèle stratégique pour proposer des toiles à la vente ou obtenir des commandes.
L'atelier-musée n'attire guère aujourd'hui plus de 5 000 visiteurs par an[réf. souhaitée].

## Œuvre

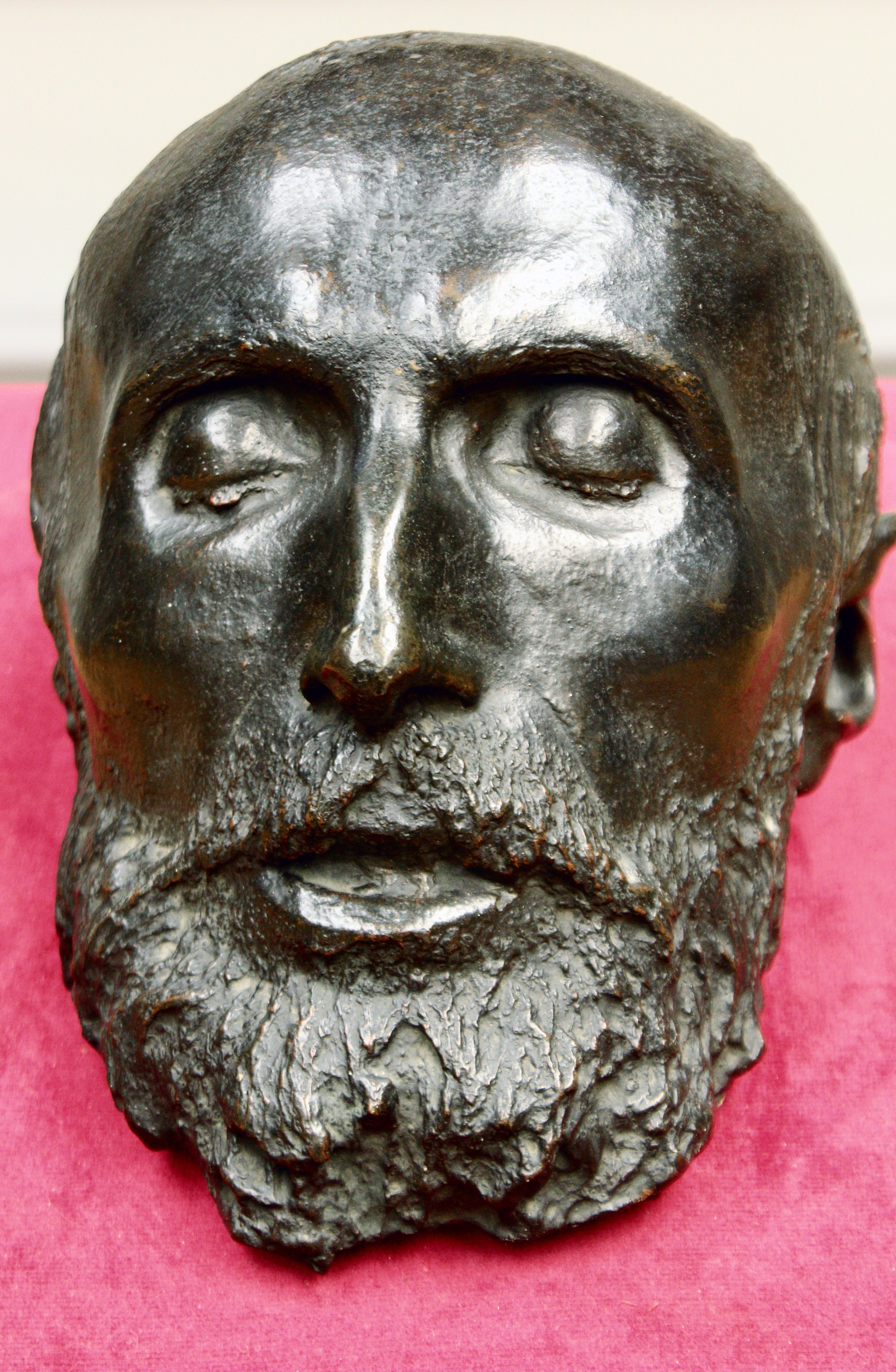
Masque mortuaire de Wiertz (Musée Wiertz à Ixelles).

- Autoportrait à l'âge de 18 ans, 1824, huile sur toile, 81,3 × 62,5 cm, Musée Wiertz, Ixelles
- La révolte des enfers contre le Ciel, 1841, huile sur toile, 1153 × 793 cm, Musée Wiertz, Ixelles
- Les Grecs et les Troyens se disputant le corps de Patrocle, 1844-45, huile sur toile, 520 × 852 cm, Musée Wiertz, Ixelles
- Deux jeunes filles, ou la belle Rosine, 1847, huile sur toile, 140 × 100 cm, Musée Wiertz, Ixelles
- La liseuse de romans, 1853, huile sur toile, 125 × 157 cm
- L'inhumation précipitée, 1854, huile sur toile, 160 × 235 cm, Musée Wiertz, Ixelles
- Le Suicide, 1854, huile sur toile,
- Jeune Sorcière, 1857, huile sur toile, 220 x 135 cm, Musée Wiertz, Ixelles
- Maria Mertens, 1860, huile sur toile, Musée Wiertz, Ixelles
- Une scène de l'enfer, 1864, huile sur toile, Musée Wiertz, Ixelles
- Le triomphe du Christ, huile sur toile, 625 × 1110 cm, Musée Wiertz, Ixelles
- On se retrouve au Ciel, huile sur toile, Musée Wiertz, Ixelles
- Pensées et visions d'une tête coupée, huile sur toile, Musée Wiertz, Ixelles
- L'enfant brulé, huile sur toile, Musée Wiertz, Ixelles
- Une seconde après la mort, huile sur toile, Musée Wiertz, Ixelles
- Les orphelins, huile sur toile, Musée Wiertz, Ixelles
- Quasimodo, huile sur toile, Musée Wiertz, Ixelles
- Le phare de Golgotha, huile sur toile, Musée Wiertz, Ixelles
- Le dernier canon, huile sur toile, Musée Wiertz, Ixelles
- La leçon de chant, huile sur toile, Musée Wiertz, Ixelles
- Le soufflet d'une dame belge, huile sur toile, Musée Wiertz, Ixelles
- Une jeune fille a sa toilette, huile sur toile, Musée Wiertz, Ixelles
- Jeunes filles, huile sur toile, Musée Wiertz, Ixelles
- La jeune sorcière, huile sur toile, Musée Wiertz, Ixelles
- Le lion de Waterloo, huile sur toile, Musée Wiertz, Ixelles
- La puissance humaine n'a pas de limite, huile sur toile, Musée Wiertz, Ixelles
- La civilisation au XIXe siècle, huile sur toile, Musée Wiertz, Ixelles
- La chair a canon, huile sur toile, Musée Wiertz, Ixelles
- Le concierge, huile sur toile, Musée Wiertz, Ixelles
- L'éducation de la Vierge, huile sur toile, Musée Wiertz, Ixelles
- Esmeralda, huile sur toile, Musée Wiertz, Ixelles
- La forge de Vulcain, huile sur toile, Musée Wiertz, Ixelles
- Heureux temps', huile sur toile, Musée Wiertz, Ixelles
- L'orgueil, huile sur toile, Musée Wiertz, Ixelles
- Les botteresses, huile sur toile, Musée Wiertz, Ixelles
- Le miroir du diable, huile sur toile, Musée Wiertz, Ixelles
- Plus philosophique qu'on ne pense, huile sur toile, Musée Wiertz, Ixelles
- L'embuscade, huile sur toile, Musée Wiertz, Ixelles
- Étienne Nicolas Méhul, huile sur toile, Givet
- La lutte homérique, huile sur toile, Musée Wiertz, Ixelles
- Insatiabilité humaine, huile sur toile, Musée Wiertz, Ixelles
- Les partis jugés par le Christ, huile sur toile, Musée Wiertz, Ixelles
- Les partis selon le Christ, huile sur toile, Musée Wiertz, Ixelles
- Lonchamps a la Villa Borghese, huile sur toile, Musée Wiertz, Ixelles
- Un grand de la terre, huile sur toile, Musée Wiertz, Ixelles
- Rosine à sa toilette, huile sur toile, 156 × 98 cm, Musée des beaux-arts de Liège
- L'Arrestation de Charlotte de Corday d'Armont, 102 x 84, collection particulière
- La sainte famille, Eglise Saint Joseph, Square Frère Orban, Bruxelles

## Galerie

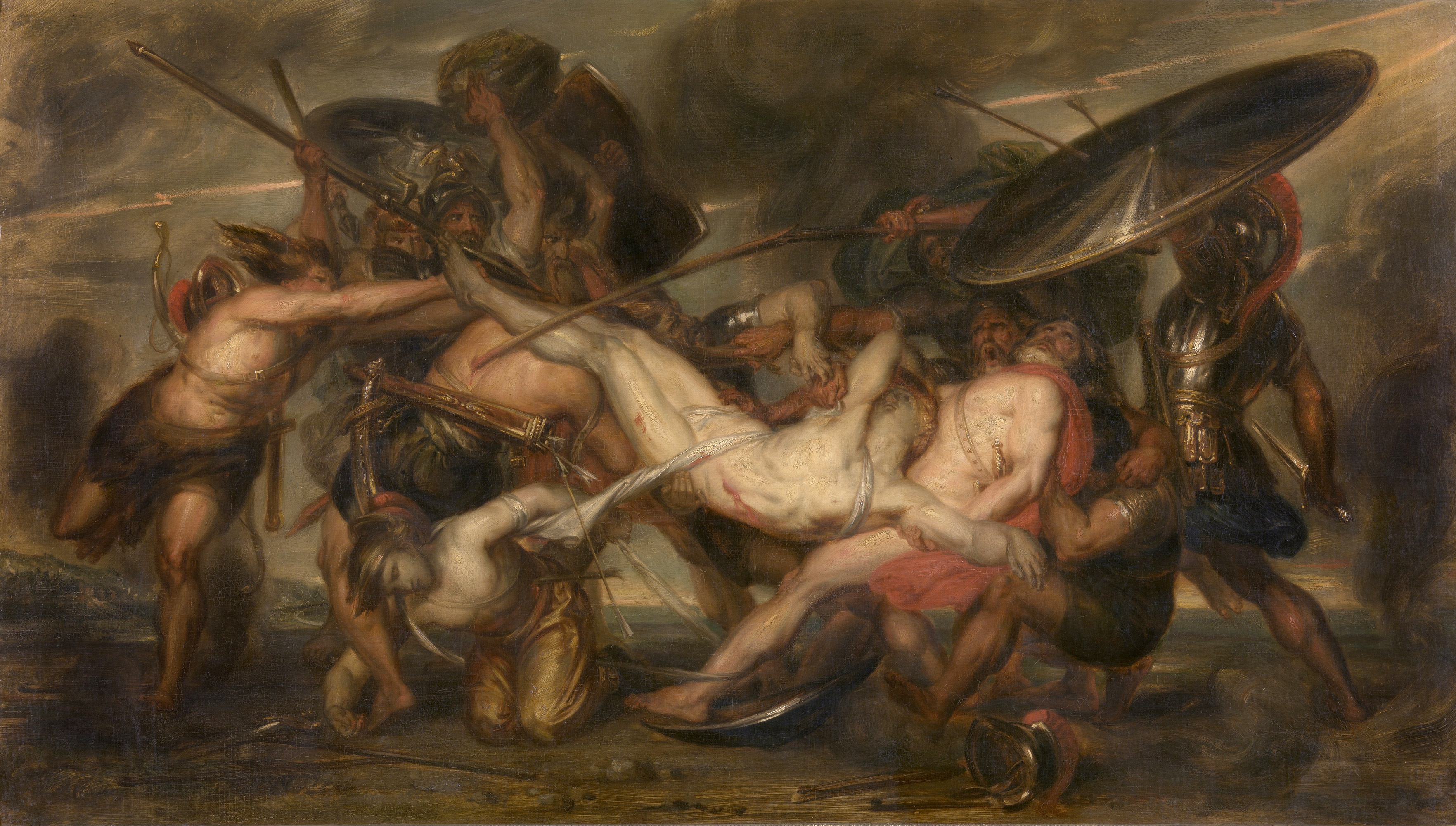
Les Grecs et les Troyens se disputant le corps de Patrocle (1844-45)
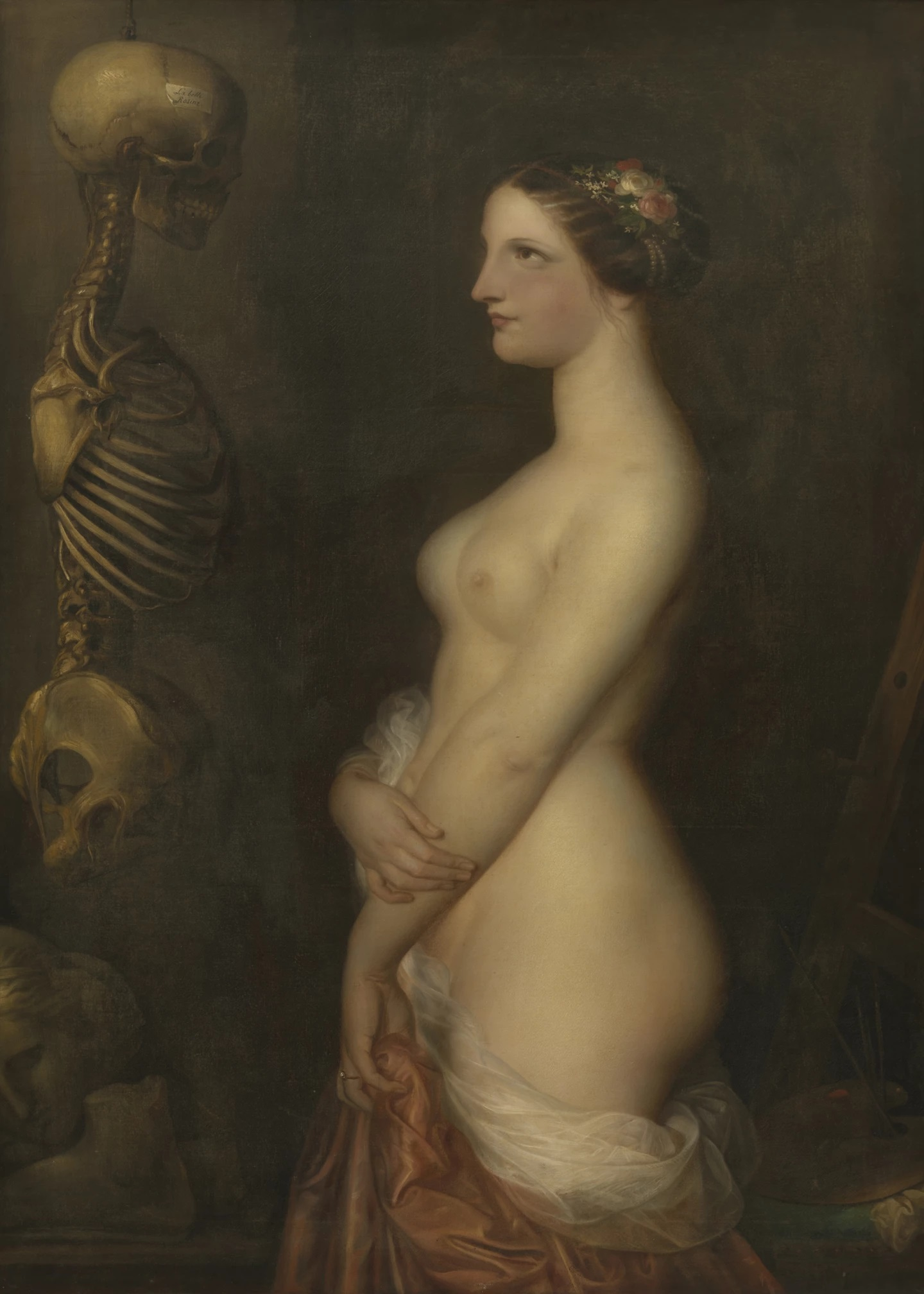
Deux jeunes filles, ou la belle Rosine (1847)
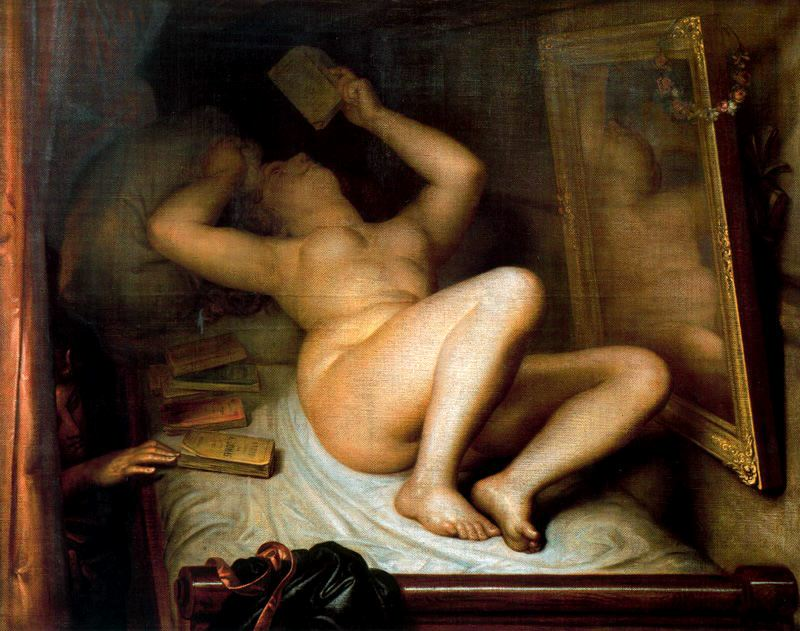
La liseuse de romans (1853)
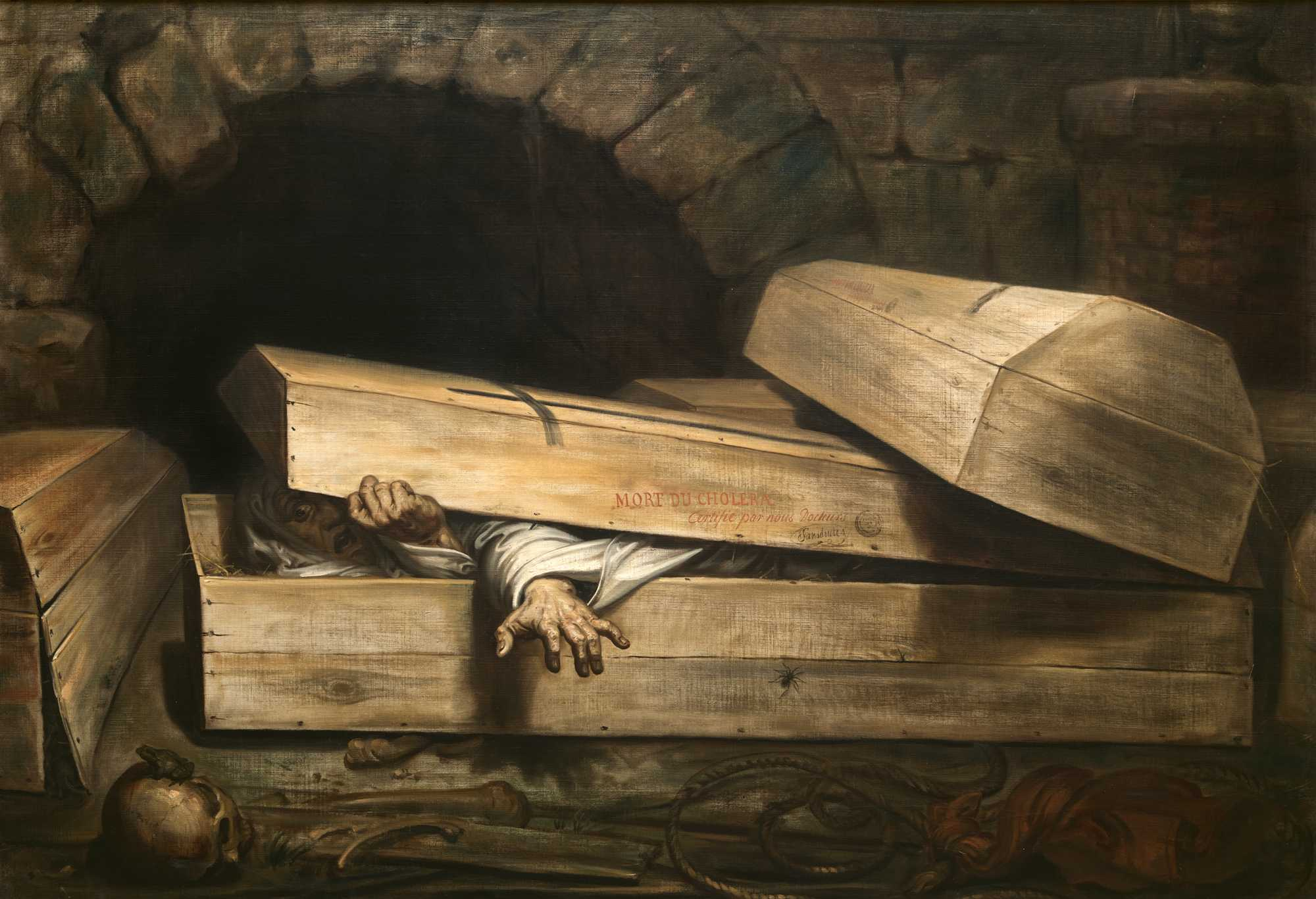
L'inhumation précipitée (1854)
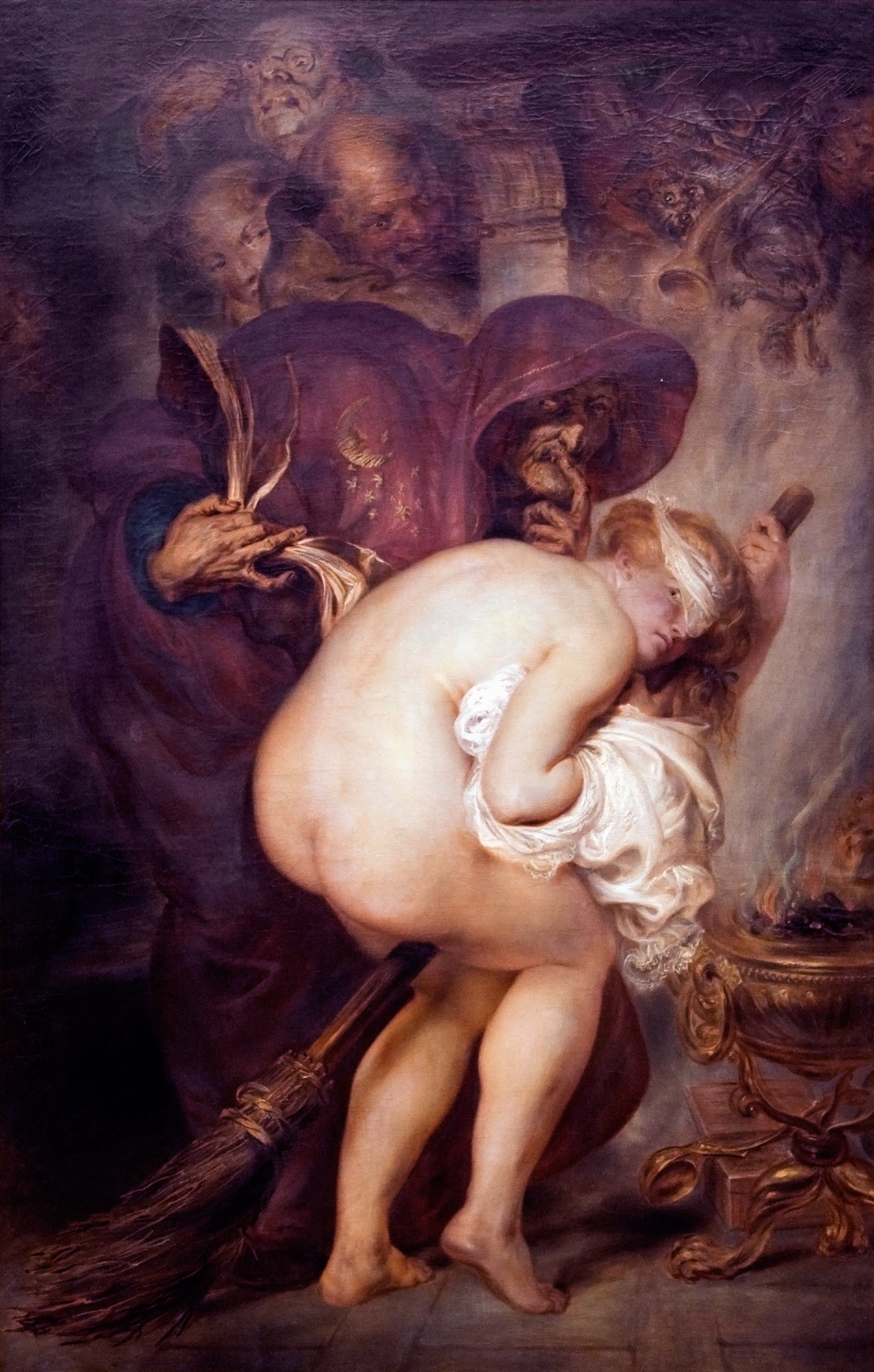
La jeune sorcière (1857)

## Distinction
- Chevalier de l'ordre de Léopold (30 août 1840)[7].